# Tatjana Resnik Planinc
Tatjana Resnik Planinc, slovenska geografinja in pedagoginja, * 1965.
Predava na Oddelku za geografijo Filozofske fakultete Univerze v Ljubljani.